# Trevor Cahill
Trevor John Cahill, ameriški bejzbolist, * 1. marec 1988, Oceanside, Kalifornija, ZDA.
Cahill je poklicni metalec in je trenutno član ekipe Arizona Diamondbacks v ligi MLB.

## Poklicna kariera

### Oakland Athletics
Oakland je Cahilla izbral v drugem krogu nabora lige MLB leta 2006  s skupno 66. izborom. Cahill se je na nabor prijavil naravnost iz srednje šole, in sicer Vista High School. V njegovi prvi polni sezoni na stopnji Single-A je dosegel 11 zmag in 4 poraze, dovolil 2,73 teka ter zbral 117 izločitev z udarci v 105,1 menjavi v 19 tekmah, ki jih je začel. S tem ga je Baseball America izbrala za enega najboljših na njegovi takratni stopnji.
Leto 2008 je Cahill začel z ekipo Stockton Ports v Kalifornijski ligi. Zbral je 5 zmag, 4 poraze, povprečno dovolil 2,78 teka in zbral 103 izločitve z udarci in prav tako bil razglašen za enega najboljših v ligi. S tem nastopom si je tudi zaslužil napredovanje na stopnjo Double-A. Prav tako je zastopal ekipo Američanov na tekmi obetavnih mladih igralcev med festivalom vseh zvezd lige MLB.
Na stopnji Double-A v Midlandu je z ekipo RockHounds dosegel 6 zmag s porazom in dovoljenih 2,19 teka  pred odhodom na olimpijado v Pekingu, kjer je nastopal z ekipo ZDA.
Pri vstopu v sezono 2009 je bil Cahill na seznamu najboljših stotih mladincev Baseball America na enajstem mestu  in je po pomladnem uigravanju postal član začetne peterke metalcev na stopnji MLB v Oaklandu. Pridružil se mu je še olimpijski kolega Brett Anderson.
7.aprila 2009 je Cahill debitiral za ekipo Athletics proti ekipi Los Angeles Angels of Anaheim. V petih menjavah je dovolil 2 teka in 3 udarce v polje. Dodal je še izločitev z udarci in končal brez odločitve o zmagi.
V leto 2010 je Cahill vstopil kot začetni metalec v Oaklandu in se hitro veljavil kot obetaven mladi metalec. Njegove številke, 18 porazov in 8 zmag, 2,97 teka na tekmo, s katerimi je prišel med najboljše 4 v tej kategoriji v Ameriški ligi za Felixom Hernandezom, Clayom Buccholzom in Davidom Priceom, ki so veljali za najboljše v ligi, so ga postavile celo v pogovor kot resnega kandidata za osvojitev nagrade Cy Young. Prav tako je med najboljših 5 bila njegova statistika dovoljenih prostih prehodov na bazo in udarcev v polje na menjavo-1,11.
V sezoni 2010/2011 njegove številke niso bile tako blesteče, kar je splošnega upravitelja kluba Billya Beanea pripeljalo do tega, da ga uporabi v zamenjavi.

### Arizona Diamondbacks
9. decembra 2011 je Cahill bil, skupaj z moštvenim kolegom Craigom Breslowom, poslan k ekipi Arizona Diamondbacks, v zameno za Jarroda Parkerja, Ryana Cooka in Collina Cowgilla.

## Zasebno
Na t. i. testu SAT je Cahill dosegel 1950 od 2400 točk.
Pred ogrevanjem rad posluša skladbo White Rabbit skupine Jefferson Airplane. Med koncem sezone in začetkom pomladnih priprav prebiva v rojstnem kraju v Oceansidu. Njegov vzdevek je Trevordactyl.

## Igralski profil
Njegov najboljši met je njegov pogreznik, ki se odlično giblje vertikalno navzdol in doseže hitrosti med 140 in 148 kilometrov na uro. V primerjavi z drugimi meti ga uporablja največ in je glavni razlog za to, da odbijalci toliko žog, ki jih vrže, odbijejo na tla. Prav tako uporablja spremenljivca s hitrostjo okrog 132 kilometrov na uro, ki se prav tako dobro giblje navzdol. Še posebej rad se ga poslužuje  proti levičarjem, ki so že zbrali dva udarca. Leta 2010 se je prav tako začel posluževati oblinarke, ki doseže okrog 125 kilometrov na uro, ki je sedaj postala njegovo glavno orožje za izločitve z udarci- odbijalci jo zelo radi lovijo izven krožnika. Občasno v mešanico doda še drsalec, ki ga meče v območju 135 kilometrov na uro proti desničarjem, vendar pa ni njegov najboljši v repertoarju.